# Roald Jensen
Roald Jensen (Eidsvågneset, 11 gennaio 1943 – Bergen, 6 ottobre 1987) è stato un calciatore norvegese, di ruolo attaccante.
Era soprannominato Kniksen. Proprio a lui è dedicato il premio Kniksen, il riconoscimento conferito al miglior giocatore norvegese dell'anno.

## Carriera

### Club
Ha giocato nella prima divisione norvegese ed in quella scozzese.
Nel 1972 venne squalificato per sei mesi dal campionato norvegese per aver calciato un arbitro nel sedere in un torneo indoor pre-stagionale.

### Nazionale
Tra il 1960 ed il 1971 ha totalizzato complessivamente 31 presenze e 5 reti con la nazionale norvegese.

## Palmarès

### Club

#### Competizioni nazionali
- Campionato norvegese: 2

Brann: 1961-1962, 1963
- Coppa di Norvegia: 1

Brann: 1972